# Meister LCz

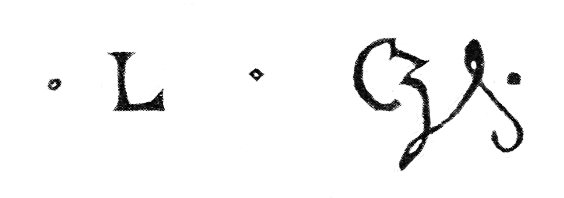
Monogramm des Meisters LCz

Mit Meister LCz wird ein nicht genau bestimmbarer Künstler bezeichnet, der von ca. 1485 bis 1500 tätig war. Der Monogrammist wirkte wahrscheinlich in Franken in der Stadt Bamberg. Es wird u. a. vermutet, dass es sich um den Meister des Strache-Altars oder um Lorenz Katzheimer handelt. Er hat möglicherweise Albrecht Dürer bei dessen Kupferstichen geprägt.

## Werke (Auswahl)

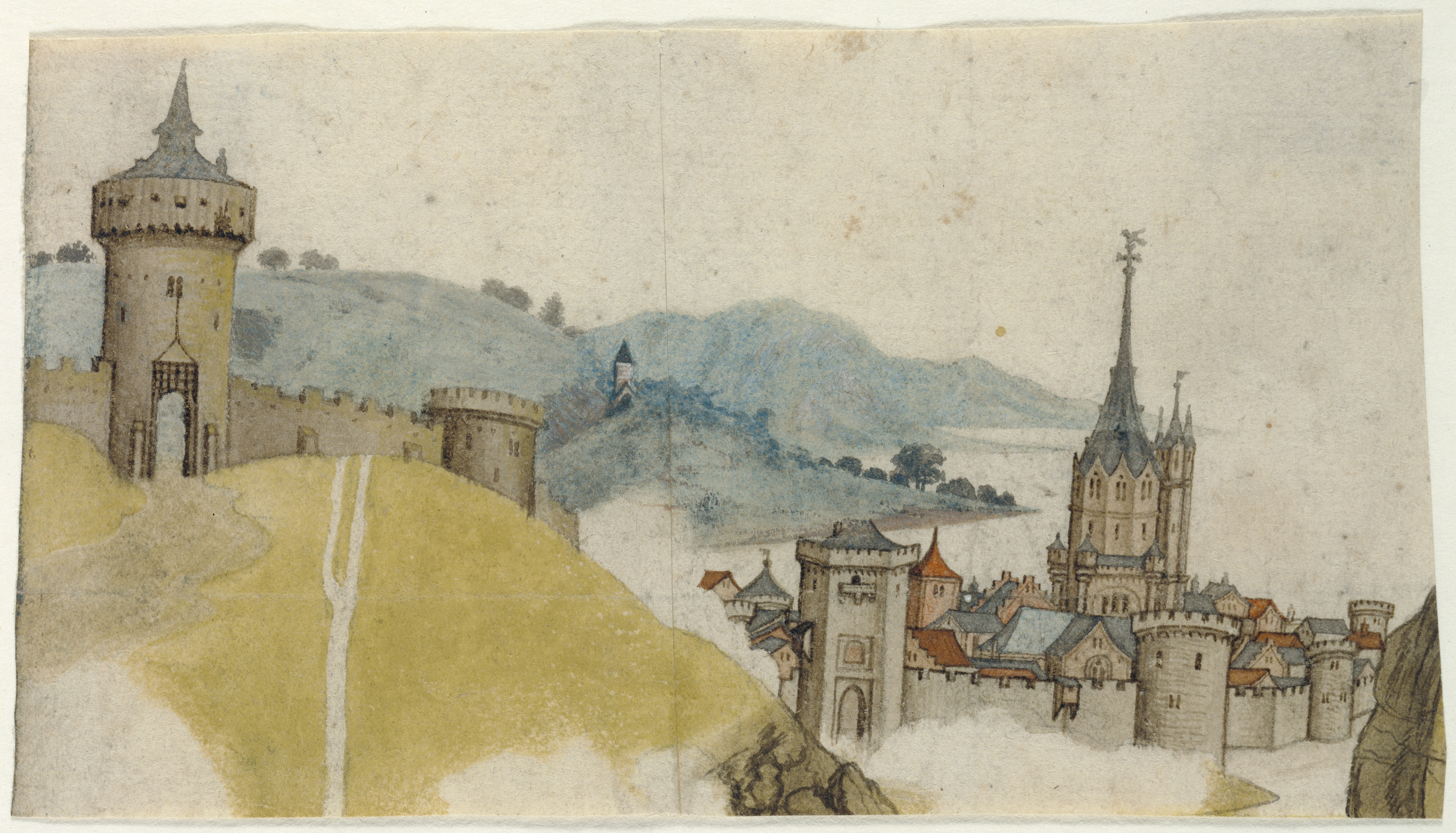
Blick auf eine befestigte Stadt in einer Flusslandschaft (Federzeichnung, um 1485)
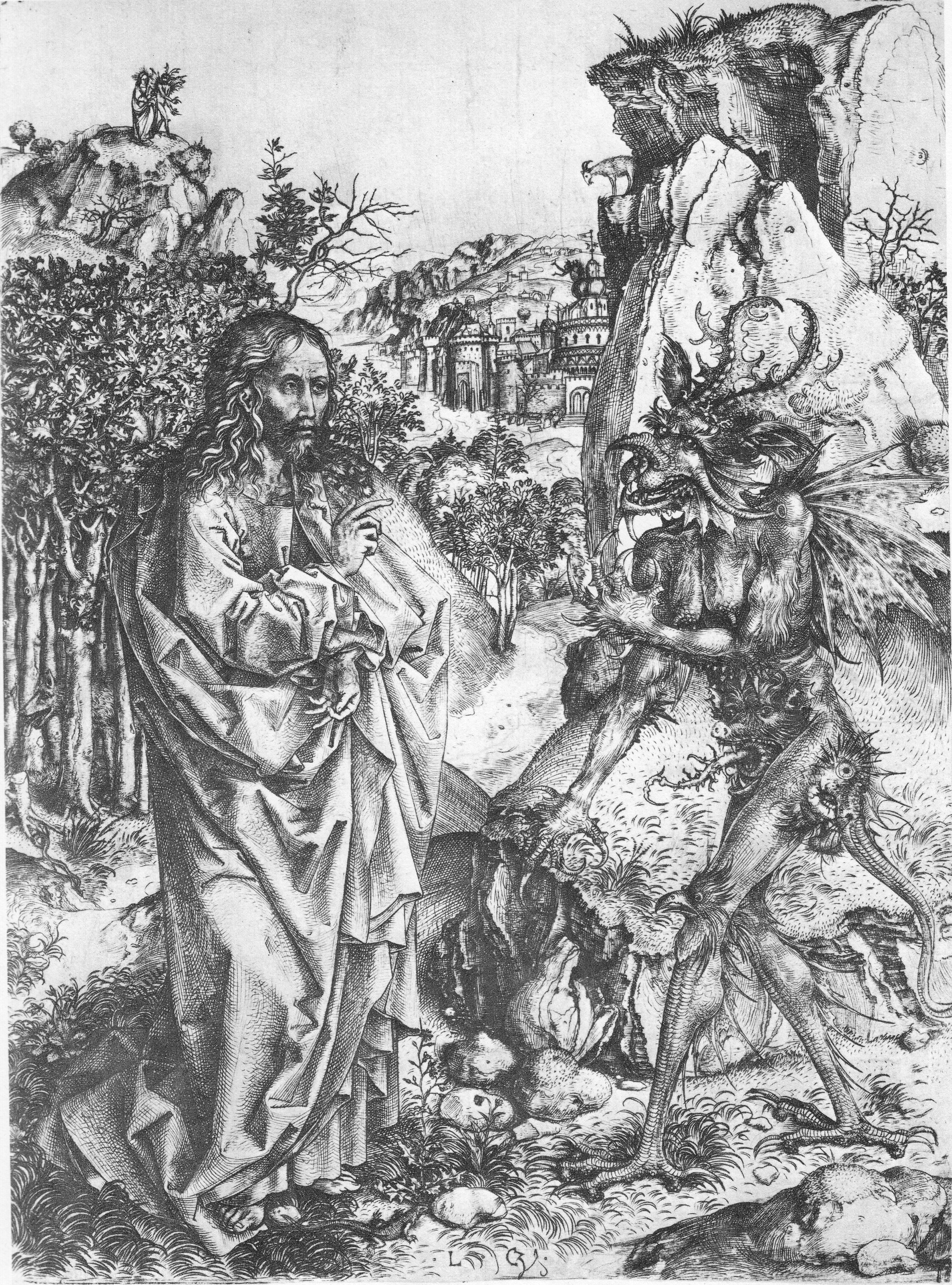
Die Versuchung Christi (Kupferstich, um 1490)
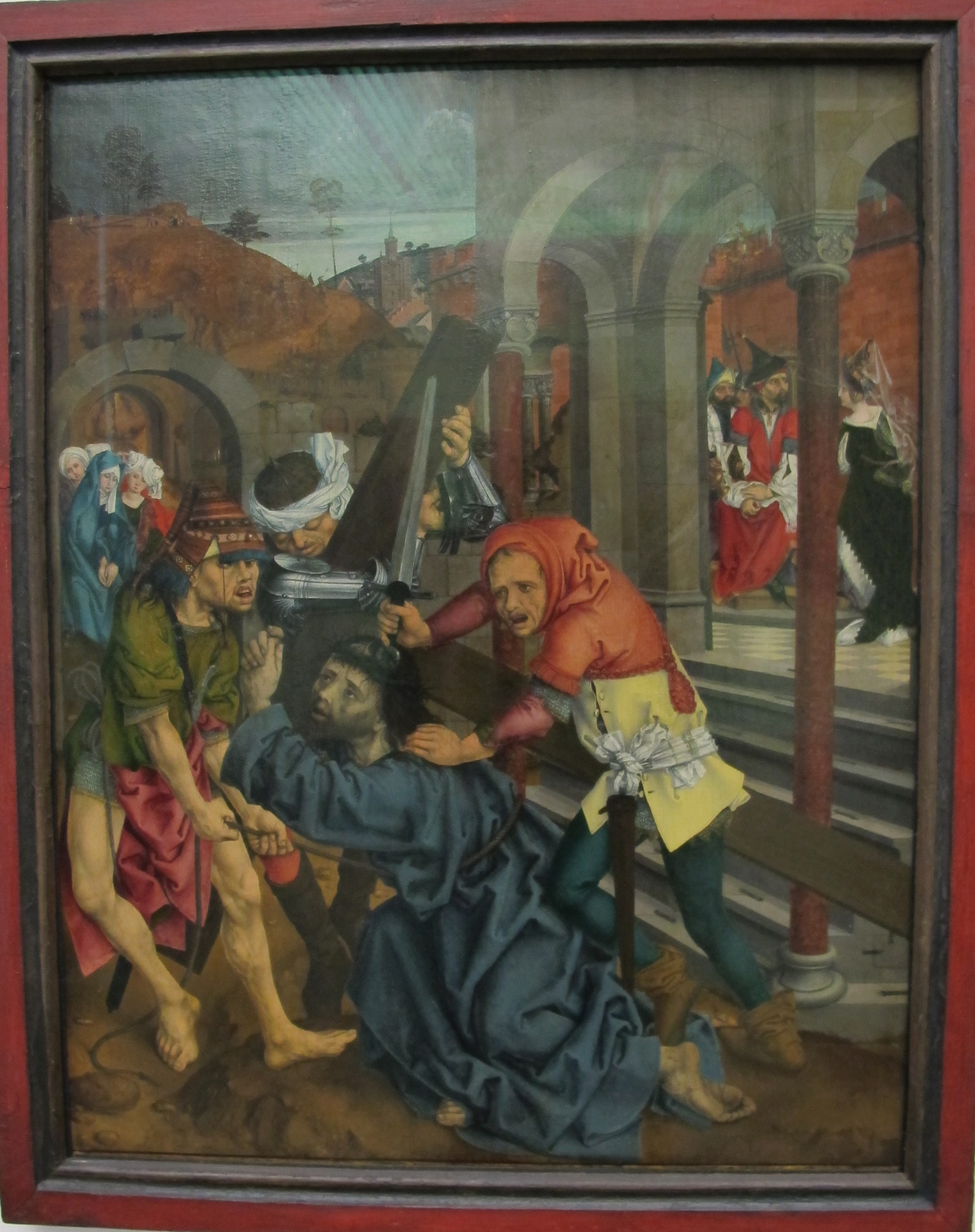
Die Kreuztragung Christi (Flügel eines Altars, etwa 1495)